# Xedon (Fluss)
Der Xedon (Lao: ຄົງເຊໂດນ Không Xédôn, auch Sedon, Sedone, Xedone oder Xé Dôn) ist ein Fluss in Laos.
In Pakse mündet er in den Mekong und wird dort von der Französischen und der Russischen Brücke überspannt. Auf ihm finden in Pakse einmal im Jahr Drachenbootrennen statt.